# Железная звезда
Желе́зная звезда́ — гипотетический тип звезды, которая может возникнуть во Вселенной за время около 101500 лет (несоизмеримо большее, чем современный возраст Вселенной — около 1,4·1010 лет). Предполагается, что подобная звезда может сформироваться за счёт холодного нуклеосинтеза, идущего путём квантового туннелирования, в результате которого лёгкие ядра превращаются в ядро наиболее стабильного из всех ядер изотопа железа 56Fe. Элементы, более тяжёлые, чем железо, тоже превращаются в последнее путём радиоактивного распада с излучением альфа-частиц. Образование таких звёзд возможно только в сценариях возможности длительного существования самой Вселенной и стабильности протона. Если Вселенная продолжит существовать, а протон стабилен, то после своего формирования железные звёзды могут оставаться в таком виде чрезвычайно долго — от 101026 до 101076 лет, затем они спонтанно сколлапсируют в чёрные дыры, которые затем относительно быстро (всего за 1067 лет) испарятся за счёт излучения Хокинга.

## В литературе
- В романе «Туманность Андромеды» Ивана Ефремова и его экранизации экипаж звездолёта «Тантра» встречает на своём пути железную звезду, заметить которую можно, лишь использовав датчик инфракрасного излучения. При этом данная звезда не единичная: командир корабля утверждает, что «видел такое же чудовище» в предыдущей звёздной экспедиции. На момент написания романа в СССР доминировали теории бесконечной во времени Вселенной, поэтому считалось, что железные звёзды уже существуют.